# 防御力ゼロの嫁
『防御力ゼロの嫁』（ぼうぎょりょくゼロのよめ）は、矢野トシノリによる日本のWeb漫画。
作者によって2017年11月26日にpixivおよびニコニコ静画によって公開された1ページ形式の四コマ漫画を第一話として、のち両サイトのサービスへ継続的に同時投稿された一連の作品群を発祥とするシリーズ作品であり、2022年7月31日まで更新された。また作者の矢野は同人作家でもあるため、自身運営の同人サークル「ほしまきProject」よりシリーズをまとめた同人誌作品を2018年8月10日（コミックマーケット94）より発刊しており、これらは複数の同人ショップを経由して頒布されている。
2018年12月に、ニコニコ漫画年間ランキング2018ユーザーマンガ部門ベスト100、第3位を受賞。
2019年4月26日に一迅社より、同人誌版をまとめたものに書き下ろしを含めた商用単行本が発刊された（ただし、一部エピソードを除いて、pixiv内で全話無料で読むことができる）。

## あらすじ
毎日、全力かつ元気いっぱいに生きる柳瀬川朱里。彼女は毎日全力で同棲相手の恋人である高坂攻輝に好意をぶつけ続けていたが、そんなある日にいつもの如く勢いのままベッドになだれ込もうとした際、攻輝より婚約指輪を差し出されるというカウンターに遭い、逆に勢いを返されてそのまま結婚することになった。
かくて高坂朱里となった朱里は自らの旦那である攻輝に対して「やられっぱなしではいられない」とあの手この手で好意のアピールをするのだが、逆に攻輝もまた朱里を愛するがゆえに彼女の先手を取って好意行動のカウンターを繰り出す。旦那の放つ「好意のカウンター」に朱里はいつも行動不能レベルにまで悩殺されてしまう。
時に先輩である成増夫妻も巻き込みながら、応酬される朱里と攻輝の悩殺ラブラブ合戦。互いに愛情の表現を競い合いながら高坂夫妻の面白おかしくも幸せな日々が繰り広げられていく。

## 登場人物
高坂 朱里（たかさか じゅり）
声 - 清水愛(ボイスコミック)
本作の主人公。旧姓は柳瀬川（やなせがわ）。結婚前の年齢は27歳。本作の主人公となる防御力ゼロの嫁。
新婚ホヤホヤの姉さん女房。容姿端麗でプロポーション抜群。女系家族で育ち女子高出身だったため、異性に対する免疫が恐ろしく低く、さらには思い込みが激しい。
OL時代はやり手のキャリアウーマンだったが、実は「男性に負けたくない、弱みを見せたくない」との思いから、かなり気を張り勢いをつけて仕事をしていた。一見そうは見えないが実は運動が苦手である。
夫婦双方共に「子どもは早めにほしい」との考えから、結婚後は妊活のため家庭に入っている。
高坂 攻輝（たかさか こうき）
声 - 冨田真(ボイスコミック)
朱里の1歳下の夫。結婚前の年齢は26歳。
いつも嫁を気遣う心優しい性格。朱里曰く「なかなかのイケメン」。
どこまでも素直な性格で自分がそうと思った事（特に好意）はストレートに相手にぶつける性格で、行動力も旺盛。いわば攻撃力カンストの旦那。
成増 みずほ（なります みずほ）
朱里の女子高時代からの先輩。朱里とは1歳違い。しっかり者に見えつつも実は危なっかしい朱里のお目付役にして既婚者仲間。
ボクシングが趣味でジムにも通っており、男性すら沈める幻の右に定評のある女性。ちなみにその幻の右の一番の被害者は彼女の旦那だったりする。
実は女子高時代は朱里の危なっかしさなどから密かに「朱里ちゃん愛でたい会」なるものを組織して自らその会長の座に収まり、学内での朱里のプロデュースを密かに受け持っていた。
成増 一郎（なります いちろう）
攻輝が所属している地域草野球チームの先輩にして悪友で、みずほの旦那。
攻輝にとっては頼れる先輩だが、一方でデリカシーが無く物事に対してはあまりにストレートに切り込むため、その度にみずほの幻の右に沈められている。

## 書誌情報
- 矢野トシノリ『防御力ゼロの嫁』 一迅社〈REXコミックス〉、全7巻
  1. 2019年4月26日発売[3]、ISBN 978-4-7580-6801-7
  2. 2019年12月26日発売[4]、ISBN 978-4-7580-6839-0
  3. 2020年8月27日発売[5]、ISBN 978-4-7580-6885-7
  4. 2021年1月27日発売[6]、ISBN 978-4-7580-6907-6
  5. 2021年7月27日発売[7]、ISBN 978-4-7580-6937-3
  6. 2022年1月27日発売[8]、ISBN 978-4-7580-6955-7
  7. 2022年10月27日発売[9]、ISBN 978-4-7580-8389-8